# Laura Benkarth
Laura Benkarth (Friburgo de Brisgovia, Alemania; 14 de octubre de 1992) es una futbolista alemana. Juega como guardameta en el FC Bayern Múnich de la Bundesliga de Alemania.

## Clubes
| Club             | País     | Año             |
| ---------------- | -------- | --------------- |
| SC Friburgo      | Alemania | 2009 - 2018     |
| FC Bayern Múnich | Alemania | 2018 - presente |

## Títulos

### Campeonatos nacionales
| Título              | Club             | País     | Año     |
| ------------------- | ---------------- | -------- | ------- |
| Bundesliga Femenina | Bayern de Múnich | Alemania | 2020-21 |

### Campeonatos internacionales
| Título                     | Equipo   | Sede     | Año  |
| -------------------------- | -------- | -------- | ---- |
| Campeonato Europeo Sub-17  | Alemania | Suiza    | 2009 |
| Copa Mundial Sub-20        | Alemania | Alemania | 2010 |
| Eurocopa Femenina          | Alemania | Suecia   | 2013 |
| Juegos Olímpicos de Verano | Alemania | Brasil   | 2016 |